# Исидор Пелусиотский
Иси́дор Пелусио́тский (Иси́дор Пелусио́т, греч. Ισίδωρος ο Πηλουσιώτης; ум. ок. 449 года) — преподобный, ученик Иоанна Златоуста, автор богословских сочинений. Память Исидора совершается Православной и Католической церквами 4 февраля (по юлианскому и григорианскому календарям соответственно).
Согласно житию, Исидор был родом из Александрии, происходил из христианской семьи. Состоял в родстве с Феофилом Александрийским. В юношеские годы Исидор удалился на Пелусиотскую гору, где жил пустынником, подражая Иоанну Крестителю и христианским подвижникам III—IV веков. Во время путешествия в Константинополь познакомился с Иоанном Златоустом и стал его учеником, посвятив себя христианской проповеди.
В своих посланиях он обращается с наставлениями к воинам, монахам и высокопоставленным духовным лицам. Порицал арианство. Его послания, сохранившиеся в большом количестве (более 2000), начали издаваться (переписывались как в скрипториях монахами-переписчиками, так и мирянами)  уже сразу после его кончины, печатаются -  с XVI века. Труды Исидора включены в 78-й том Patrologia Graeca. Святой Исидор был сторонником почитания мощей, о чём писал:

Если соблазняет тебя, что ради любви мучеников к Богу и за их постоянство чествуется нами прах мученических тел, то спроси у тех, которые получили от них (мощей) исцеление, и дознай, в каких страданиях подают они врачевания. Тогда не только не будешь смеяться над тем, что делается, но, конечно, и сам поревнуешь исполняемому.

Исидор выступал в защиту Иоанна Златоуста во время гонения на него императрицы Евдоксии. После смерти святителя Иоанна Исидор убедил Феофила, архиепископа Александрийского, включить имя Иоанна в диптихи для поминания как исповедника. Исидор во время обострения споров с несторианами писал византийскому императору Феодосию II и убедил его созвать Третий Вселенский Собор для решения этого вопроса.
Исидором были перенесены из Египта в Писидию (Малая Азия) мощи преподобных Паисия Великого и Павла Фивейского.